# 艾庫特·厄澤爾
艾庫特·厄澤爾（土耳其語：Aykut Özer，1993年1月1日—），是土耳其籍的足球員，曾效力於土耳其足球超級聯賽中的卡拉布克，場上司職門將。

## 國家隊生涯
艾庫特·厄澤爾曾經代表土耳其參加 2011 歐洲U19冠軍聯賽，並且他整場比賽中都有上場。2013年代表過土耳其參加 2013年U20世界盃足球賽。

## 資料來源
1. ↑  . kicker.de.   [18 May 2013]. （原始内容存档于2018-06-25） （德语）.

## 外部連結
- Aykut Özer （页面存档备份，存于） at TFF.org
- 艾庫特·厄澤爾－UEFA國際賽競賽紀錄
- 艾庫特·厄澤爾 – FIFA國際賽競賽紀錄 (存檔)